# Đồi cát Tottori
Đồi cát Tottori (鳥取砂丘 Tottori sakyū) bao gồm những cồn cát nằm gần thành phố Tottori, thuộc tỉnh Tottori, Nhật Bản. Đây là hệ thống đụn cát lớn (trên 30 km²) duy nhất tại Nhật Bản.

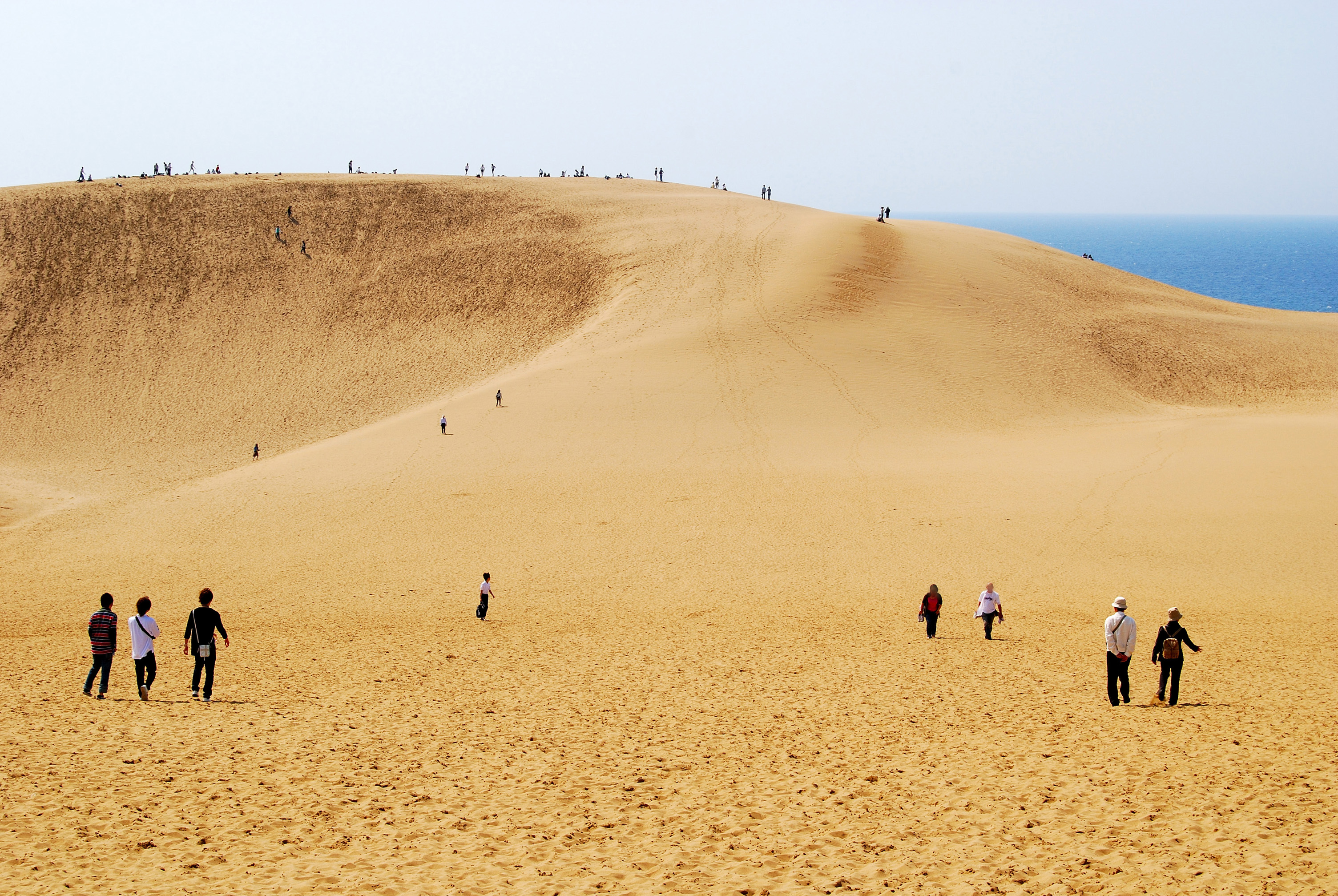
Đồi cát lớn nhất tại Tottori.

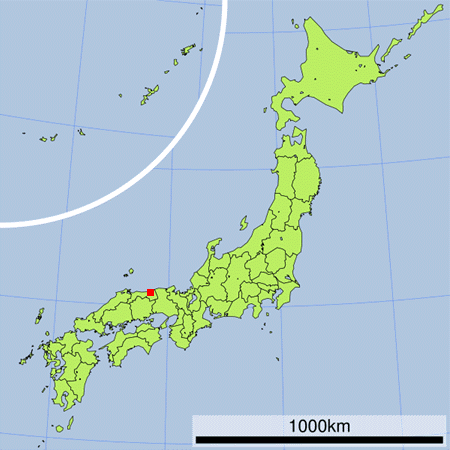
Vị trí tại Nhật Bản.

Những đụn cát được hình thành bởi trầm tích từ dãy núi Chūgoku bởi sông Sendai đổ ra biển Nhật Bản. Dòng hải lưu và gió biển đã đưa những hạt cát vào bờ, nơi những cơn gió tiếp tục để tạo nên hình những đụn cát như hiện tại. Những đụn cát đã tồn tại hơn 100.000 năm, nhưng diện tích các cồn cát không được ổn định và đang giảm dần do chính phủ Nhật Bản thực hiện kế hoạch tái trồng rừng từ Thế chiến thứ II. Ngoài ra, con đê bằng bê tông được xây dựng để bảo vệ khu vực bờ biển (một phần của Vườn quốc gia Biển Sanin) trước những cơn sóng lớn đã làm gián đoạn dòng hải lưu có nhiệm vụ đưa cát vào bờ. Các nhà chức trách đã áp dụng các biện pháp để ngăn chặn sự giảm dần về diện tích của các cồn cát, một phần vì đây là địa điểm thu hút một số lượng đáng kể khách du lịch. Chính quyền tỉnh Tottori đã cố gắng để đưa cát từ bờ biển vào gần các đụn cát với hy vọng rằng chúng sẽ giúp bồi đắp thêm đồi cát cũng như giúp loại bỏ các loài thực vật xâm hại. Tuy vậy, sự thành công của những việc làm trên vẫn còn bỏ ngỏ. Mỗi năm, khoảng 2 triệu lượt khách, chủ yếu là khách nội địa và khu vực Đông Á ghé thăm các cồn cát. Đồi cát Tottori là một phần của công viên địa chất toàn cầu bờ biển Sanin.